# Toni Jović
Toni Jović (* 2. September 1992 in Nova Gradiška) ist ein kroatischer Fußballspieler.

## Karriere
Nach seinen Anfängen in der Jugend des NK Sloga Nova Gradiška und NK Mladost Cernik wechselte er im Sommer 2007 in die Jugendabteilung des HNK Rijeka. Da er im Seniorenbereich seines Jugendvereins zu keinen Einsätzen kam, wurde er mehrfach innerhalb Kroatiens verliehen, unter anderem zu NK Krk, NK Grobničan und NK Pomorac Kostrena, bei dem er auch seine ersten Einsätze im Profibereich in der 2. kroatischen Liga hatte. Im Sommer 2014 erfolgte sein erster Auslandswechsel in die 1. bosnische Liga zu FK Borac Banja Luka. Nach zwei Spielzeiten wechselte er innerhalb der Liga zu HŠK Zrinjski Mostar. In der Winterpause der Saison 2018/19 wechselte er nach Deutschland zum Drittligisten Sportfreunde Lotte. Nach dem Abstieg seines Vereins wechselte er im Sommer 2019 zurück nach Bosnien zu NK Široki Brijeg.